# ليستر كونر
ليستر كونر (بالإنجليزية: Lester Conner)‏ مواليد 17 سبتمبر 1959 في ممفيس، هو مدرب كرة سلة أمريكي ولاعب معتزل. بدأ مسيرته الاحترافية في سنة 1982. تم اختياره من قبل فريق غولدن ستايت ووريورز خلال الدرافت. يبلغ طوله 6 قدم 4 بوصة (1.9 م). اعتزل اللعب في 1997. أحرز خلال مسيرته في الإن بي إيه 4337 نقطة بمعدل 6.3 نقاط في المباراة الواحدة.

## المسيرة الاحترافية
لعب مع غولدن ستايت ووريورز من سنة 1982 إلى 1986، ثم لعب مع هيوستن روكتس في موسم 1987–1988، ثم لعب مع بروكلين نتس من سنة 1988 إلى 1991، ثم لعب مع ميلووكي باكز من سنة 1990 إلى 1992، ثم لعب مع لوس أنجلوس كليبرز في سنة 1993، ثم لعب مع إنديانا بايسرز في سنة 1994، ثم لعب مع لوس أنجلوس ليكرز في سنة 1995.

## روابط خارجية
- ليستر كونر على موقع إن بي أي (الإنجليزية)
- ليستر كونر على موقع سبورتس رفرنس (الإنجليزية)
- ليستر كونر على موقع كلية كرة السلة في سبورتس رفرنس.كوم (الإنجليزية)
- ليستر كونر على موقع ريلجم (الإنجليزية)
- ليستر كونر على موقع بروبوليرز (الإنجليزية)
- ليستر كونر على موقع سبورتس رفرنس (الإنجليزية)